# Cagiva 125 Supercity
La Super-City 125 est un modèle de motocyclette construit par la firme italienne Cagiva.
La Supercity est une évolution de la 125 W8 en supermotard avec la boîte 7 vitesses et un carburateur de 34 mm.
Le premier modèle, produit entre 1991 et 1992 était disponible en vert et noir.
Parallèlement, Cagiva commercialise en 1994 une série spéciale Lucky Explorer, avec le logo du cigarettier Lucky Strike, sponsor de la marque en 500 GP. Cette machine n'est pas importée en France à cause de la loi Évin.
L'année suivante, et jusqu'en 1996, elle arbore une robe rouge orangée.
Pour 1997, elle évolue sur quelques points :
– couleur verte métallisée ou orange-grise ;
– selle bicolore (gris et noir pour les vertes, orange et noir pour les orange-grise) et surtout moins haute de 3 cm ;
– réservoir et bulle peints sur les vertes ;
– bulle fumée noire sur les orange-grises ;
– bocal de maître-cylindre avant maintenant intégré et plus séparé comme sur les premiers modèles ;
– fourche avant plus basse aussi de 2 cm.
Si l'esthétique ne change pas en 1998, la Supercity est modifiée sur :
– boîte 6 vitesses et carburateur de 28 mm ;
– cache pompe à huile de couleur grise et plus noir ;
– fonds de compteur et de compte-tours couleur carbone ;
– compte-tours électronique (et donc suppression du câble de compte-tours).
Officiellement, les modèles à boîte de vitesses à 6 rapports sont sortis à partir de 1997 mais les concessionnaires et Cagiva ont écoulé leurs stocks de modèles à boîte 7 vitesses jusqu'en 1998. Il est donc fréquent de trouver des machines à boîte 7 rapports dont la date de première immatriculation est postérieure à 1997.